# Guaranda
Guaranda − miasto w środkowym Ekwadorze, stolica prowincji Bolívar. Według spisu ludności z 28 listopada 2010 roku miasto liczyło 23 874 mieszkańców.

## Współpraca
Miejscowość partnerska:
- Evergem, Belgia